# Earlandiida
Earlandiida es un orden de foraminíferos (clase Foraminiferea, o Foraminifera), cuyos taxones han sido tradicionalmente incluidos en el Suborden Fusulinina del Orden Foraminiferida, o bien en el Orden Fusulinida de la Clase Foraminifera. Su rango cronoestratigráfico abarca desde el Silúrico superior hasta el Pérmico superior.

## Discusión
Clasificaciones más recientes incluyen Earlandiida en la subclase Afusulinana de la clase Fusulinata.

## Clasificación
Earlandiida incluye a las siguientes superfamilias:
- Superfamilia Caligelloidea
- Superfamilia Earlandioidea
- Superfamilia Eonodosarioidea
- Superfamilia Semitextularioidea